# Vacuna Hib
La vacuna anti-Haemophilus influenzae tipo b, también llamada vacuna Hib es un polisacárido usado como vacuna tipo conjugada, es decir, unida a proteínas transportadoras, desarrollada para la prevención de la enfermedad contagiosa producida por la bacteria Gram negativa Haemophilus influenzae serotipo b. 

## Características
La vacuna Hib es una de las más recientes añadidas a los esquemas de inmunización infantil a nivel mundial. Por lo general viene en una presentación con 10-15 μg diluido en solución fisiológica hasta alcanzar una concentración de 4%. Se administra por vía intramuscular.
La vacuna, también etiquetada como PRP-OMP se debe conservar en temperatura refrigerada entre 2 y 8 °C. No se recomienda usar vacunas combinadas en las dosis iniciales, como la vacuna DPT / Hib (TriHiBit®), aunque pueden ser administradas como refuerzos después del esquema primario.

## Esquema de inmunización
Cerca del 95% de las infecciones por H. influenzae son en niños menores de 5 años. La vacunación contra Haemophilus influenzae ha disminuido en cerca del 99% la meningitis infantil en países desarrollados y, recientemente, en países en vías de desarrollo en cerca de un 100%.
La vacuna Hib se administra en 3 dosis, a los 2, 4 y 6 meses desde el nacimiento, un total de 0,5 ml por dosis. Cada país tiene sus indicaciones en relación con refuerzos después de la segunda o tercera dosis, por lo general a los 18 meses de edad. La vacuna se indica para niños por razón de que la edad de incidencia promedio de la enfermedad está entre los 15 y 59 meses. En niños menores de 5 años sin inmunización por Hib previa, por lo general se recomienda administrar una dosis.